# Spy (film fra 2015)
Spy er en amerikansk spion actionkomedie skrevet og instrueret af Paul Feig. De medvirkende tæller Melissa McCarthy, Jason Statham, Rose Byrne og Jude Law, mens Miranda Hart, Bobby Cannavale, Peter Serafinowicz, Morena Baccarin, Nargis Fakhri og Allison Janney spiller biroller. Filmen følger en uortodoks hemmelig agent Susan Cooper (McCarthy) der forsøger at spore et stjålent atomvåben.
Filmen blev produceret af Peter Chernin, Jenno Topping, Feig og Jessie Henderson, og Spy havde verdenspremiere ved South by Southwest d. 15. marts, 2015, og fik almindelig premiere i biograferne i USA i 5. juni 2015 via 20th Century Fox. Filmen blev godt modtaget af anmelderne, og den indspillede for $235 mio. mod et budget på $65 mio.
Den blev nomineret til to Golden Globe Awards: Best Motion Picture – Musical or Comedy og Best Actress in a Motion Picture – Musical or Comedy for McCarthy.

## Medvirkende
- Melissa McCarthy som Susan Cooper
- Jason Statham som Rick Ford
- Rose Byrne som Rayna Boyanov
- Jude Law som Bradley Fine
- Miranda Hart som Nancy B. Artingstall
- Bobby Cannavale som Sergio De Luca
- Allison Janney som Elaine Crocker
- Peter Serafinowicz som Aldo
- Morena Baccarin som Karen Walker
- Björn Gustafsson som Anton
- Nargis Fakhri som Lia
- Richard Brake som Solsa Dudaev
- 50 Cent som himself
- Will Yun Lee som Timothy Cress
- Carlos Ponce som Matthew Wright
- Michael McDonald som Patrick
- Mitch Silpa som Fredrick
- Zach Woods som Man in purple bow tie
- Jessica Chaffin som Sharon
- Katie Dippold som Katherine
- Julian Miller som Nicola
- Sam Richardson som John
- Ben Falcone som amerikansk turist
- Jamie Denbo som Casino hostess
- Steve Bannos som Alan, bartender
- Verka Serduchka som himself
- Paul Feig som fuld gæst på hotel i Paris (ukrediteret)
- Yuri Buzzi som romersk tjener

## Eksterne Henvisninger
- Spy på Internet Movie Database (engelsk)
- Spy på Filmdatabasen
- Spy på AlloCiné (fransk)
- Spy på MovieMeter (nederlandsk)
- Spy på AllMovie (engelsk)
- Spy på The Movie Database (engelsk)
- Spy på Rotten Tomatoes (engelsk)
- Spy på Metacritic (engelsk)
- Spy på Box Office Mojo (engelsk)
- Spy på Filmaffinity (engelsk)